# 天橋愛隣館
天橋愛隣館（ていえんちゃおあいりんかん）は、北京にあった医療を中心とする福祉施設（1939年〜1945年）。

## 概要
1937年の日中戦争開始後まもなく、久布白落実が北京を訪れ、日本の女性キリスト者は何をすべきかを調査した。一方、大阪の淀川愛隣館の設立経営者・林歌子も、北京を訪問。その際、かねてから貧民窟天橋にセツルメントの設置を願っていた崇貞学園の清水安三の案内で、北京・天橋に暮らす貧民の生活の実情を見た。その救援運動を思い立った久布白と林は、北京に愛隣館の建設を構想し、募金活動を開始。建設の募金活動には、日本基督教連盟が協力し、その時局奉仕委員会婦人部が愛隣館の「内地委員会」を担った。その委員長は久布白落実、会計はガントレット恒、委員に植村環・河井道・千本木道子・林歌子など。38年、清水はある中国人女性から天橋に土地の寄付を受けた。現地での運営維持は「現地委員会」が担当し、委員長を清水郁子が担った。委員は愛隣館の日本人職員と日中の知名女性で組織された。愛隣館の館長は清水安三。機関紙『愛隣』を刊行。
39年1月、天橋愛隣館にはまず医療部が開設された。医師に池永秀子、主事に鳥海道子。のち看護婦として金井さわが参加。その後、授産部（39年5月）、教育部（39年11月）、慈商部（40年3月）の開設が続いた。それらの事業活動には中国人スタッフも参加していた。清水安三・郁子は愛隣館継続のための人材育成に力を注ぎ、崇貞学園卒業生の胡鳳春は東京女子医学専門学校卒業後、愛隣館に医師として着任した。愛隣館の収入の大半は、日本キリスト教関係団体の寄付金・補助金であったが、日本政府による華北文化事業協会の助成金もあった。また、41年12月には、宮内省から下賜金を受領した。
当時、周辺では、水の入手が困難だったこともあり、愛隣館では日本のクリスチャンの援助により井戸を掘り、水を確保し、それを周辺の人びとにも提供するなど、地域貢献もしていた。授産部では、若い中国人女性に刺繍などを教え、家庭実用品製作も行ない、女性の自活を助けた。医療部では、貧しい人びとには無料で対応。
この愛隣館は、崇貞学園の一部として位置付けられていたが、日本の敗戦とともに、その活動を終えた。

## 背景
清水安三は、1921年に貧困な中国人女児のための学校（崇貞学校）を設立していた。その後、この学校は、崇貞女学校・崇貞学園として発展したが、清水は再度、北京の貧困な女性たちの経済的自立を促す施設の運営にあたった。
欧米には、19世紀以来、セツルメント運動があり、キリスト者を中心に貧民救済の運動が行なわれていて、その運動の波が日本にも波及していた。北京の愛隣館は、その動向のひとつとみることができる。